# SAP Leonardo
SAP Leonardo（エスエイピー・レオナルド）はドイツのソフトウェア大手SAP社のIoTイノベーションポートフォリオであり、同社が提供するIoT関連ソフトウェア製品群の総称である。

## 概要
SAP Leonardoは、IoTに必要となる適応型アプリケーション、ビッグデータアプリケーション、コネクティビティをまとめたIoTポートフォリオであり、2017年1月に発表された。 ヒト、資産、設備などIoTを適用したい目的別のアプリケーションとモノからの情報をリアルタイムで収集する「SAP Leonardo Bridge」、アプリケーション開発やモノの接続管理などを支援する「SAP Leonardo Foundation」などの複数のコンポーネントから構成される。
SAPはSAP Leonardo向けの「ジャンプスタートイネーブルメントプログラム」も発表しており、既に用意された目的別のアプリケーションやプラットフォームを利用して短期間での導入を支援している。 同プログラムを利用すると、SAPの専門家が、SAP Leonardoを使用した全社的なIoT戦略と将来の展開に向けたIoT導入のパイロット設計やビジネスユースケースの特定、検証を支援するコンサルティングサービスを受けられる。 2017年3月現在、日本国内での利用実績も出てきている。 SAPの無償のMOOCサイト「openSAP（オープン・エスエイピー）」にてSAP Leonardoに関するオンライントレーニングコースも提供されている。
SAPはドイツ政府が主導する「インダストリー4.0」と呼ばれる次世代の産業創出のための国家プロジェクトの構成メンバー企業であり、独シーメンスや独ボッシュと協力してIoTの国際規格策定に携わっており、IoT分野に力を入れている。

## 適用分野
SAP Leonardoでは、SAP HANAを標準プラットフォームとして採用しており、製造業や資産管理、社会インフラ、マーケティングなどの様々な業界や業種のユースケースに適用できる。 以下の分野に対応するエンドツーエンドサービスの実現を支援する。

### コネクテッドプロダクト
ライフサイクル管理、ソーシング、レスポンスと供給、デジタルサプライネットワークについての新たなインサイトを提供し、様々な業界においてスマートコネクテッドプロダクトの設計、製造、納入の実現を支援する。

### コネクテッドアセット
固定資産（製造や保守のビジネスプロセスを含む）を追跡、監視、分析して、コストを削減し、設備の稼動時間の向上を支援する。

### コネクテッドフリート
移動資産（車両、ロボット、フォークリフト、自動運転車など）を所有する企業や公共団体向けに、サービスと安全性を向上させ、物流とサービス品質を可視化させる。

### コネクテッドインフラ
物理インフラシステム、建造物、電力供給網から新しい運用データを収集して、サービス、運用効率、コンプライアンスを向上させ、リスク低減をサポートする。

### コネクテッドマーケット
マーケティングについてのインサイトを提供して、顧客志向のローカル化とタイミングを実現する新しい生産モデルとビジネスモデルの確立を支援するほか、デジタルアグリビジネス、スマートポート（港湾）、スマートシティの構築をサポートする。

### コネクテッドピープル
協業的な職務、健康管理、スマートホーム環境を提供して、人やコミュニティをつなぎ、個人に合わせた快適なライフスタイルの実現を支援する。

## 名称の由来
Leonardo（レオナルド）という名称は、先験的な科学者でありデザイナーでもあるレオナルド・ダ・ヴィンチから取られている。
IT業界では、米IBM の「Watson（ワトソン）」や米Salesforce.comの「Einstein（アインシュタイン）」など、先端技術を用いた製品に知性を連想させる名称を付けるトレンドがあり、SAP Leonardoの名称もその一環として誕生した。